# Thận Quận vương

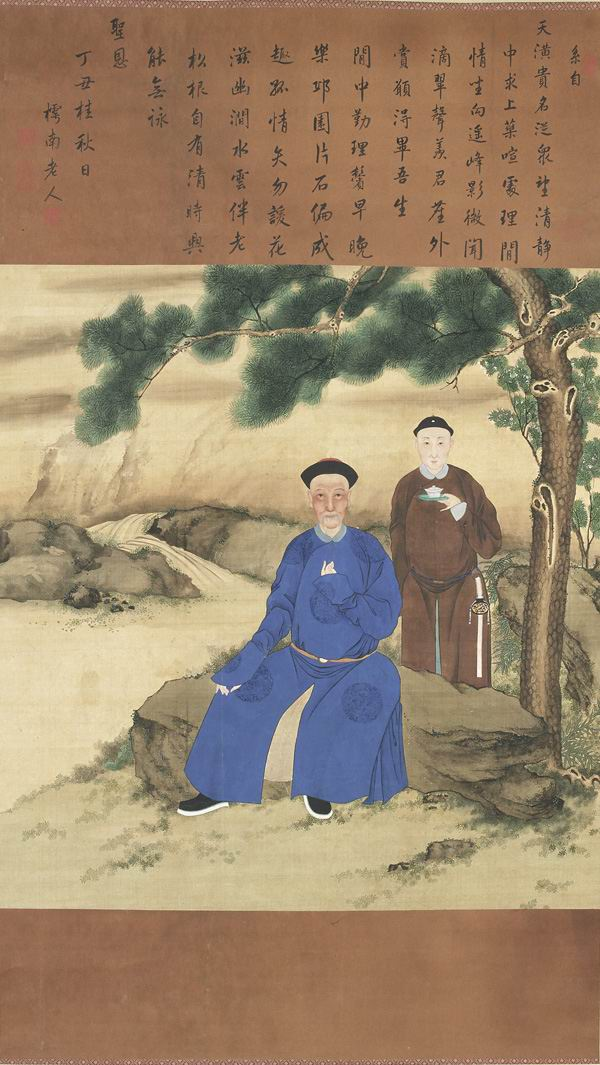
Thận Tĩnh Quận vương Dận Hi - thủy tổ Thận vương phủ

Đa La Thận Quận vương (chữ Hán: 多羅慎郡王, tiếng Mãn: ᡩᠣᡵᠣᡳ
ᡤᡳᠩᡤᡠᠯᡝᡥᡝ
ᡤᡳᠶᡡᠨ
ᠸᠠᠩ, Abkai: doroi ginggulehe giyūn wang) là tước vị Quận vương truyền đời của nhà Thanh trong lịch sử Trung Quốc.

## Khái quát
Thủy tổ của Thận vương phủ là Dận Hi - Hoàng tử thứ 21 của Thanh Thánh Tổ Khang Hi Hoàng đế. Ông được sinh ra vào thời kì cuối những năm Khang Hi, do vậy ông không có khả năng tranh đoạt Hoàng vị với các Hoàng huynh khác. Năm Ung Chính thứ 8 (1730), ông được Ung Chính Đế phong cho tước hiệu Thận Quận vương (慎郡王). Năm Càn Long thứ 23 (1758), ông qua đời, tuy nhiên cả hai người con trai của ông đều chết yểu, nên Càn Long Đế lệnh cho Hoàng lục tử Vĩnh Dung xuất tự làm con thừa tự cho ông. Khi Vĩnh Dung kế thừa tước vị, Thận vương phủ đã được Càn Long Đế đổi lại phong hào thành "Chất" (質).
Thận vương phủ từ khi thành lập đến khi lụi tàn, truyền được tổng cộng 9 đời, trong đó có 1 vị Thân vương, 2 vị Quận vương, trở thành một trong những Vương phủ không phải Thiết mạo tử vương có nhiều đời được phong Vương nhất lịch sử nhà Thanh. Ngoài ra, Thận vương phủ cũng là một trong số ít các Vương phủ phải nhận hậu duệ thừa tự từ Vương phủ khác đến 3 lần. Lần đầu tiên là Vĩnh Dung, lần thứ hai là Tái Hoa, và lần cuối cùng là Tái Cương.

### Ý nghĩa phong hiệu
Phong hiệu của Dận Hi là「Thận」, Mãn văn là 「ginggulehe」, ý nghĩa là "Cẩn thận", "Thận trọng", cùng một ý với chữ Hán. Về sau phong hiệu của Vĩnh Dung được sửa thành「Chất」, Mãn văn là 「gungmin」, từ này không phải là Mãn văn truyền thống, mà là Càn Long đặc biệt tạp ra một từ chuyên dụng để đối ứng với phong hiệu Hán là "Chất", ứng với ý nghĩa ban đầu của Hán văn là "Chất phác".

### Chi hệ
Sau khi Thận Quận vương chi hệ chuyển sang Chất Thân vương chi hệ, tình trạng tuyệt tự cũng không giảm đi. Vĩnh Dung mặc dù có 6 con trai nhưng ngoại trừ con trai thứ sáu Miên Khánh, còn lại 5 người con trai khác đều không sống đến tuổi trưởng thành. Bản thân sức khỏe Miên Khánh cũng không tốt, chỉ có độc nhất một con trai là Dịch Khởi. Dịch Khởi có 2 con trai nhưng đều chết yểu. Chi hệ của Vĩnh Dung đến đây thì chấm dứt.
Bởi vì lúc bấy giờ Chất vương phủ thuộc "Cận phái Tông chi", vì vậy Đạo Quang Đế ra chỉ chọn người kế tự, cuối cùng chọn được Tái Hoa từ Lý vương phủ (hậu duệ của Dận Đào) thừa kế, sau đó lại do anh ruột của Tái Hoa là Tái Cương thừa kế. Trong mạch tự của Lý vương phủ, Dận Đào vô tự, do con trai của Càn Long là Vĩnh Thành thừa kế, về sau chi hệ Vĩnh Thành cũng vô tự, do Dịch Luân - hậu duệ của Vĩnh Tinh thừa kế. Tái Hoa là con trai thứ 11 của Dịch Luân, Tái Cương là con trai thứ 9. Vì vậy, về mặt tông pháp, Tái Hoa và Tái Cương vốn thuộc tông chi hậu duệ của Khang Hi Đế, nhưng về huyết thống, cả hai thuộc tông chi hậu duệ của Càn Long Đế. Cho nên một chi của Thận vương phủ/Chất vương phủ do hậu duệ của Thành vương phủ kế thừa.
Nhưng đến cuối cùng, một mạch Thận/Chất vương cũng không thoát khỏi số phận tuyệt tự. Tái Cương có 7 con trai, trong đó 2 người chết yểu, 1 người xuất kế trở lại Lý vương phủ (tức Phụng ân Trấn quốc công Phổ Mậu, về sau cũng tuyệt tự), còn lại 4 người thì chỉ có con trai thứ hai Phổ Linh sinh được 2 con trai nhưng chỉ có con trai trưởng Dục Hanh sống đến tuổi trưởng thành. Vì vậy đến cuối cùng, một mạch Thận Quận vương/Chất Thân vương chỉ còn lại độc nhất Dục Hanh thừa kế Đại tông. Nhưng về sau Dục Hanh không có con trai, chỉ có độc nhất một con gái, vậy nên một mạch Thận Quận vương/Chất Thân vương đến đây chấm dứt.

### Địa vị
Đãi ngộ của Dận Hi trong thời Ung Chính và Càn Long đều không tệ, Vĩnh Dung cũng là một người tương đối có tài trong các Hoàng tử của Càn Long. Đáng tiếc là hai người không thọ, sau khi Vĩnh Dung quá kế thừa tự thì cũng qua đời khi xấp xỉ tuổi Dận Hi, hậu duệ lại nhiều lần vô tự, cuối cùng lại hoàn toàn tuyệt tự thời Dân Quốc, thực sự là một Tông chi vô cùng bi kịch.

### Kỳ tịch
Sau khi Thận vương phủ nhập kỳ, được phân vào Hữu dực Cận chi Tương Lam kỳ đệ nhất tộc, cùng tộc với Trực vương phủ (hậu duệ Dận Thì), Khánh vương phủ (hậu duệ Vĩnh Lân), Huệ vương phủ (hậu duệ Miên Du) và Cung vương phủ (hậu duệ Dịch Hân)

## Thận Quận vương/Chất Thân vương
Thứ tự thừa kế Thận vương phủ. Số năm lần lượt là năm sinh, năm thừa tước, năm mất; in đậm là khoảng thời gian thụ tước:
1. Thận Tĩnh Quận vương Dận Hi
1711 - 1730 - 1758
2. Chất Trang Thân vương Vĩnh Dung
1744 - 1759 - 1790
3. Chất Khác Quận vương Miên Khánh
1779 - 1790 - 1804
4. Bối lặc Dịch Khởi
1802 - 1809 - 1839 - 1842
5. Dĩ cách Bối tử Tái Hoa
1829 - 1845 - 1865 - 1888
6. Phụng ân Trấn quốc công Tái Cương
1823 - 1865 - 1882
7. Dĩ cách Phụng ân Trấn quốc công Phổ Thái
1848 - 1882 - 1883 - ?
8. Phụng ân Trấn quốc công Phổ Linh
1849 - 1883 - 1897
9. Phụng ân Trấn quốc công Dục Hanh
1875 - 1897 - ?

### Phổ Thái chi hệ
- 1868 - 1882: Nhất đẳng Phụ quốc Tướng quân Phổ Thái - con trai trưởng của Tái Cương. Năm 1882 tập tước Phụng ân Trấn quốc công (奉恩鎮國公).

### Phổ Linh chi hệ
- 1872 - 1883: Nhất đẳng Phụ quốc Tướng quân Phổ Linh - con trai thứ hai của Tái Cương. Năm 1883 tập tước Phụng ân Trấn quốc công (奉恩鎮國公).

### Phổ Lâm chi hệ
- 1872 - 1884: Nhất đẳng Phụ quốc Tướng quân Phổ Lâm - con trai thứ tư của Tái Cương. Vô tự.

### Phổ Lượng chi hệ
- 1887 - ?: Phụ quốc Tướng quân Phổ Lượng (溥量) - con trai thứ bảy của Tái Cương.

## Phả hệ Thận Quận vương
- - Hoàng đế
- - Thận Quận vương
- - Lý Thân vương
- - Thành Thân vương
- - Phổ Lâm chi hệ
- - Phổ Lượng chi hệ

|                                                                 |                                                                 | Quá kế                                                          |                                                                 |                                                                 |                                                                 |  |  |                                                      |                                                      |                                                      |                                                      |                                                      |                                                      |  |  |                                                                          |                                                                          |                                                                          |                                                                          |                                                                          |                                                                          |  |  |                                                      |                                                      |                                                      |                                                      |                                                      |                                                      |  |  |  |  |  |  |  |  |  |  |  |  |  |  |  |  |  |  |  |  |  |  |  |  |
|                                                                 |                                                                 |                                                                 |                                                                 |                                                                 |                                                                 |  |  |                                                      |                                                      |                                                      |                                                      |                                                      |                                                      |  |  |                                                                          |                                                                          |                                                                          |                                                                          |                                                                          |                                                                          |  |  |                                                      |                                                      |                                                      |                                                      |                                                      |                                                      |  |  |  |  |  |  |  |  |  |  |  |  |  |  |  |  |  |  |  |  |  |  |  |  |
|                                                                 |                                                                 |                                                                 |                                                                 |                                                                 |                                                                 |  |  |                                                      |                                                      |                                                      |                                                      |                                                      |                                                      |  |  |                                                                          |                                                                          |                                                                          |                                                                          |                                                                          |                                                                          |  |  |                                                      |                                                      |                                                      |                                                      |                                                      |                                                      |  |  |  |  |  |  |  |  |  |  |  |  |  |  |  |  |  |  |  |  |  |  |  |  |
| Thận Tĩnh Quận vương Dận Hi 1711 - 1730 - 1758                  | Thận Tĩnh Quận vương Dận Hi 1711 - 1730 - 1758                  | Thận Tĩnh Quận vương Dận Hi 1711 - 1730 - 1758                  | Thận Tĩnh Quận vương Dận Hi 1711 - 1730 - 1758                  | Thận Tĩnh Quận vương Dận Hi 1711 - 1730 - 1758                  | Thận Tĩnh Quận vương Dận Hi 1711 - 1730 - 1758                  |  |  | Thanh Thế Tông Ung Chính 1678 - 1735                 | Thanh Thế Tông Ung Chính 1678 - 1735                 | Thanh Thế Tông Ung Chính 1678 - 1735                 | Thanh Thế Tông Ung Chính 1678 - 1735                 | Thanh Thế Tông Ung Chính 1678 - 1735                 | Thanh Thế Tông Ung Chính 1678 - 1735                 |  |  | Lý Ý Thân vương Doãn Đào 1685 - 1763                                     | Lý Ý Thân vương Doãn Đào 1685 - 1763                                     | Lý Ý Thân vương Doãn Đào 1685 - 1763                                     | Lý Ý Thân vương Doãn Đào 1685 - 1763                                     | Lý Ý Thân vương Doãn Đào 1685 - 1763                                     | Lý Ý Thân vương Doãn Đào 1685 - 1763                                     |  |  |                                                      |                                                      |                                                      |                                                      |                                                      |                                                      |  |  |  |  |  |  |  |  |  |  |  |  |  |  |  |  |  |  |  |  |  |  |  |  |
| Thận Tĩnh Quận vương Dận Hi 1711 - 1730 - 1758                  | Thận Tĩnh Quận vương Dận Hi 1711 - 1730 - 1758                  | Thận Tĩnh Quận vương Dận Hi 1711 - 1730 - 1758                  | Thận Tĩnh Quận vương Dận Hi 1711 - 1730 - 1758                  | Thận Tĩnh Quận vương Dận Hi 1711 - 1730 - 1758                  | Thận Tĩnh Quận vương Dận Hi 1711 - 1730 - 1758                  |  |  | Thanh Thế Tông Ung Chính 1678 - 1735                 | Thanh Thế Tông Ung Chính 1678 - 1735                 | Thanh Thế Tông Ung Chính 1678 - 1735                 | Thanh Thế Tông Ung Chính 1678 - 1735                 | Thanh Thế Tông Ung Chính 1678 - 1735                 | Thanh Thế Tông Ung Chính 1678 - 1735                 |  |  | Lý Ý Thân vương Doãn Đào 1685 - 1763                                     | Lý Ý Thân vương Doãn Đào 1685 - 1763                                     | Lý Ý Thân vương Doãn Đào 1685 - 1763                                     | Lý Ý Thân vương Doãn Đào 1685 - 1763                                     | Lý Ý Thân vương Doãn Đào 1685 - 1763                                     | Lý Ý Thân vương Doãn Đào 1685 - 1763                                     |  |  |                                                      |                                                      |                                                      |                                                      |                                                      |                                                      |  |  |  |  |  |  |  |  |  |  |  |  |  |  |  |  |  |  |  |  |  |  |  |  |
|                                                                 |                                                                 |                                                                 |                                                                 |                                                                 |                                                                 |  |  | Thanh Cao Tông Càn Long 1711 - 1799                  |                                                      |                                                      |                                                      |                                                      |                                                      |  |  |                                                                          |                                                                          |                                                                          |                                                                          |                                                                          |                                                                          |  |  |                                                      |                                                      |                                                      |                                                      |                                                      |                                                      |  |  |  |  |  |  |  |  |  |  |  |  |  |  |  |  |  |  |  |  |  |  |  |  |
|                                                                 |                                                                 |                                                                 |                                                                 |                                                                 |                                                                 |  |  |                                                      |                                                      |                                                      |                                                      |                                                      |                                                      |  |  |                                                                          |                                                                          |                                                                          |                                                                          |                                                                          |                                                                          |  |  |                                                      |                                                      |                                                      |                                                      |                                                      |                                                      |  |  |  |  |  |  |  |  |  |  |  |  |  |  |  |  |  |  |  |  |  |  |  |  |
|                                                                 |                                                                 |                                                                 |                                                                 |                                                                 |                                                                 |  |  |                                                      |                                                      |                                                      |                                                      |                                                      |                                                      |  |  |                                                                          |                                                                          |                                                                          |                                                                          |                                                                          |                                                                          |  |  |                                                      |                                                      |                                                      |                                                      |                                                      |                                                      |  |  |  |  |  |  |  |  |  |  |  |  |  |  |  |  |  |  |  |  |  |  |  |  |
| Chất Trang Thân vương Vĩnh Dung 1743 - 1759 - 1790              | Chất Trang Thân vương Vĩnh Dung 1743 - 1759 - 1790              | Chất Trang Thân vương Vĩnh Dung 1743 - 1759 - 1790              | Chất Trang Thân vương Vĩnh Dung 1743 - 1759 - 1790              | Chất Trang Thân vương Vĩnh Dung 1743 - 1759 - 1790              | Chất Trang Thân vương Vĩnh Dung 1743 - 1759 - 1790              |  |  | Thành Triết Thân vương Vĩnh Tinh 1752 - 1823         | Thành Triết Thân vương Vĩnh Tinh 1752 - 1823         | Thành Triết Thân vương Vĩnh Tinh 1752 - 1823         | Thành Triết Thân vương Vĩnh Tinh 1752 - 1823         | Thành Triết Thân vương Vĩnh Tinh 1752 - 1823         | Thành Triết Thân vương Vĩnh Tinh 1752 - 1823         |  |  | Lý Đoan Thân vương Vĩnh Thành 1739 - 1777                                | Lý Đoan Thân vương Vĩnh Thành 1739 - 1777                                | Lý Đoan Thân vương Vĩnh Thành 1739 - 1777                                | Lý Đoan Thân vương Vĩnh Thành 1739 - 1777                                | Lý Đoan Thân vương Vĩnh Thành 1739 - 1777                                | Lý Đoan Thân vương Vĩnh Thành 1739 - 1777                                |  |  |                                                      |                                                      |                                                      |                                                      |                                                      |                                                      |  |  |  |  |  |  |  |  |  |  |  |  |  |  |  |  |  |  |  |  |  |  |  |  |
| Chất Trang Thân vương Vĩnh Dung 1743 - 1759 - 1790              | Chất Trang Thân vương Vĩnh Dung 1743 - 1759 - 1790              | Chất Trang Thân vương Vĩnh Dung 1743 - 1759 - 1790              | Chất Trang Thân vương Vĩnh Dung 1743 - 1759 - 1790              | Chất Trang Thân vương Vĩnh Dung 1743 - 1759 - 1790              | Chất Trang Thân vương Vĩnh Dung 1743 - 1759 - 1790              |  |  | Thành Triết Thân vương Vĩnh Tinh 1752 - 1823         | Thành Triết Thân vương Vĩnh Tinh 1752 - 1823         | Thành Triết Thân vương Vĩnh Tinh 1752 - 1823         | Thành Triết Thân vương Vĩnh Tinh 1752 - 1823         | Thành Triết Thân vương Vĩnh Tinh 1752 - 1823         | Thành Triết Thân vương Vĩnh Tinh 1752 - 1823         |  |  | Lý Đoan Thân vương Vĩnh Thành 1739 - 1777                                | Lý Đoan Thân vương Vĩnh Thành 1739 - 1777                                | Lý Đoan Thân vương Vĩnh Thành 1739 - 1777                                | Lý Đoan Thân vương Vĩnh Thành 1739 - 1777                                | Lý Đoan Thân vương Vĩnh Thành 1739 - 1777                                | Lý Đoan Thân vương Vĩnh Thành 1739 - 1777                                |  |  |                                                      |                                                      |                                                      |                                                      |                                                      |                                                      |  |  |  |  |  |  |  |  |  |  |  |  |  |  |  |  |  |  |  |  |  |  |  |  |
| Chất Khác Quận vương Miên Khánh 1779 - 1790 - 1804              | Chất Khác Quận vương Miên Khánh 1779 - 1790 - 1804              | Chất Khác Quận vương Miên Khánh 1779 - 1790 - 1804              | Chất Khác Quận vương Miên Khánh 1779 - 1790 - 1804              | Chất Khác Quận vương Miên Khánh 1779 - 1790 - 1804              | Chất Khác Quận vương Miên Khánh 1779 - 1790 - 1804              |  |  | Thành Quận vương Miên Cần 1768 - 1820                | Thành Quận vương Miên Cần 1768 - 1820                | Thành Quận vương Miên Cần 1768 - 1820                | Thành Quận vương Miên Cần 1768 - 1820                | Thành Quận vương Miên Cần 1768 - 1820                | Thành Quận vương Miên Cần 1768 - 1820                |  |  | Lý Quận vương Miên Huệ 1764 - 1796                                       | Lý Quận vương Miên Huệ 1764 - 1796                                       | Lý Quận vương Miên Huệ 1764 - 1796                                       | Lý Quận vương Miên Huệ 1764 - 1796                                       | Lý Quận vương Miên Huệ 1764 - 1796                                       | Lý Quận vương Miên Huệ 1764 - 1796                                       |  |  |                                                      |                                                      |                                                      |                                                      |                                                      |                                                      |  |  |  |  |  |  |  |  |  |  |  |  |  |  |  |  |  |  |  |  |  |  |  |  |
| Chất Khác Quận vương Miên Khánh 1779 - 1790 - 1804              | Chất Khác Quận vương Miên Khánh 1779 - 1790 - 1804              | Chất Khác Quận vương Miên Khánh 1779 - 1790 - 1804              | Chất Khác Quận vương Miên Khánh 1779 - 1790 - 1804              | Chất Khác Quận vương Miên Khánh 1779 - 1790 - 1804              | Chất Khác Quận vương Miên Khánh 1779 - 1790 - 1804              |  |  | Thành Quận vương Miên Cần 1768 - 1820                | Thành Quận vương Miên Cần 1768 - 1820                | Thành Quận vương Miên Cần 1768 - 1820                | Thành Quận vương Miên Cần 1768 - 1820                | Thành Quận vương Miên Cần 1768 - 1820                | Thành Quận vương Miên Cần 1768 - 1820                |  |  | Lý Quận vương Miên Huệ 1764 - 1796                                       | Lý Quận vương Miên Huệ 1764 - 1796                                       | Lý Quận vương Miên Huệ 1764 - 1796                                       | Lý Quận vương Miên Huệ 1764 - 1796                                       | Lý Quận vương Miên Huệ 1764 - 1796                                       | Lý Quận vương Miên Huệ 1764 - 1796                                       |  |  |                                                      |                                                      |                                                      |                                                      |                                                      |                                                      |  |  |  |  |  |  |  |  |  |  |  |  |  |  |  |  |  |  |  |  |  |  |  |  |
|                                                                 |                                                                 |                                                                 |                                                                 |                                                                 |                                                                 |  |  |                                                      |                                                      |                                                      |                                                      |                                                      |                                                      |  |  |                                                                          |                                                                          |                                                                          |                                                                          |                                                                          |                                                                          |  |  |                                                      |                                                      |                                                      |                                                      |                                                      |                                                      |  |  |  |  |  |  |  |  |  |  |  |  |  |  |  |  |  |  |  |  |  |  |  |  |
| Bối lặc Dịch Khởi 1802 - 1809 - 1839 - 1842                     | Bối lặc Dịch Khởi 1802 - 1809 - 1839 - 1842                     | Bối lặc Dịch Khởi 1802 - 1809 - 1839 - 1842                     | Bối lặc Dịch Khởi 1802 - 1809 - 1839 - 1842                     | Bối lặc Dịch Khởi 1802 - 1809 - 1839 - 1842                     | Bối lặc Dịch Khởi 1802 - 1809 - 1839 - 1842                     |  |  | Bối lặc Dịch Luân 1790 - 1836                        | Bối lặc Dịch Luân 1790 - 1836                        | Bối lặc Dịch Luân 1790 - 1836                        | Bối lặc Dịch Luân 1790 - 1836                        | Bối lặc Dịch Luân 1790 - 1836                        | Bối lặc Dịch Luân 1790 - 1836                        |  |  |                                                                          |                                                                          |                                                                          |                                                                          |                                                                          |                                                                          |  |  |                                                      |                                                      |                                                      |                                                      |                                                      |                                                      |  |  |  |  |  |  |  |  |  |  |  |  |  |  |  |  |  |  |  |  |  |  |  |  |
| Bối lặc Dịch Khởi 1802 - 1809 - 1839 - 1842                     | Bối lặc Dịch Khởi 1802 - 1809 - 1839 - 1842                     | Bối lặc Dịch Khởi 1802 - 1809 - 1839 - 1842                     | Bối lặc Dịch Khởi 1802 - 1809 - 1839 - 1842                     | Bối lặc Dịch Khởi 1802 - 1809 - 1839 - 1842                     | Bối lặc Dịch Khởi 1802 - 1809 - 1839 - 1842                     |  |  | Bối lặc Dịch Luân 1790 - 1836                        | Bối lặc Dịch Luân 1790 - 1836                        | Bối lặc Dịch Luân 1790 - 1836                        | Bối lặc Dịch Luân 1790 - 1836                        | Bối lặc Dịch Luân 1790 - 1836                        | Bối lặc Dịch Luân 1790 - 1836                        |  |  |                                                                          |                                                                          |                                                                          |                                                                          |                                                                          |                                                                          |  |  |                                                      |                                                      |                                                      |                                                      |                                                      |                                                      |  |  |  |  |  |  |  |  |  |  |  |  |  |  |  |  |  |  |  |  |  |  |  |  |
|                                                                 |                                                                 |                                                                 |                                                                 |                                                                 |                                                                 |  |  |                                                      |                                                      |                                                      |                                                      |                                                      |                                                      |  |  |                                                                          |                                                                          |                                                                          |                                                                          |                                                                          |                                                                          |  |  |                                                      |                                                      |                                                      |                                                      |                                                      |                                                      |  |  |  |  |  |  |  |  |  |  |  |  |  |  |  |  |  |  |  |  |  |  |  |  |
|                                                                 |                                                                 |                                                                 |                                                                 |                                                                 |                                                                 |  |  |                                                      |                                                      |                                                      |                                                      |                                                      |                                                      |  |  |                                                                          |                                                                          |                                                                          |                                                                          |                                                                          |                                                                          |  |  |                                                      |                                                      |                                                      |                                                      |                                                      |                                                      |  |  |  |  |  |  |  |  |  |  |  |  |  |  |  |  |  |  |  |  |  |  |  |  |
|                                                                 |                                                                 |                                                                 |                                                                 |                                                                 |                                                                 |  |  |                                                      |                                                      |                                                      |                                                      |                                                      |                                                      |  |  |                                                                          |                                                                          |                                                                          |                                                                          |                                                                          |                                                                          |  |  |                                                      |                                                      |                                                      |                                                      |                                                      |                                                      |  |  |  |  |  |  |  |  |  |  |  |  |  |  |  |  |  |  |  |  |  |  |  |  |
| Dĩ cách Bối tử Tái Hoa 1829 - 1845 - 1865 - 1888                | Dĩ cách Bối tử Tái Hoa 1829 - 1845 - 1865 - 1888                | Dĩ cách Bối tử Tái Hoa 1829 - 1845 - 1865 - 1888                | Dĩ cách Bối tử Tái Hoa 1829 - 1845 - 1865 - 1888                | Dĩ cách Bối tử Tái Hoa 1829 - 1845 - 1865 - 1888                | Dĩ cách Bối tử Tái Hoa 1829 - 1845 - 1865 - 1888                |  |  | Phụng ân Trấn quốc công Tái Cương 1823 - 1865 - 1882 | Phụng ân Trấn quốc công Tái Cương 1823 - 1865 - 1882 | Phụng ân Trấn quốc công Tái Cương 1823 - 1865 - 1882 | Phụng ân Trấn quốc công Tái Cương 1823 - 1865 - 1882 | Phụng ân Trấn quốc công Tái Cương 1823 - 1865 - 1882 | Phụng ân Trấn quốc công Tái Cương 1823 - 1865 - 1882 |  |  |                                                                          |                                                                          |                                                                          |                                                                          |                                                                          |                                                                          |  |  |                                                      |                                                      |                                                      |                                                      |                                                      |                                                      |  |  |  |  |  |  |  |  |  |  |  |  |  |  |  |  |  |  |  |  |  |  |  |  |
| Dĩ cách Bối tử Tái Hoa 1829 - 1845 - 1865 - 1888                | Dĩ cách Bối tử Tái Hoa 1829 - 1845 - 1865 - 1888                | Dĩ cách Bối tử Tái Hoa 1829 - 1845 - 1865 - 1888                | Dĩ cách Bối tử Tái Hoa 1829 - 1845 - 1865 - 1888                | Dĩ cách Bối tử Tái Hoa 1829 - 1845 - 1865 - 1888                | Dĩ cách Bối tử Tái Hoa 1829 - 1845 - 1865 - 1888                |  |  | Phụng ân Trấn quốc công Tái Cương 1823 - 1865 - 1882 | Phụng ân Trấn quốc công Tái Cương 1823 - 1865 - 1882 | Phụng ân Trấn quốc công Tái Cương 1823 - 1865 - 1882 | Phụng ân Trấn quốc công Tái Cương 1823 - 1865 - 1882 | Phụng ân Trấn quốc công Tái Cương 1823 - 1865 - 1882 | Phụng ân Trấn quốc công Tái Cương 1823 - 1865 - 1882 |  |  |                                                                          |                                                                          |                                                                          |                                                                          |                                                                          |                                                                          |  |  |                                                      |                                                      |                                                      |                                                      |                                                      |                                                      |  |  |  |  |  |  |  |  |  |  |  |  |  |  |  |  |  |  |  |  |  |  |  |  |
|                                                                 |                                                                 |                                                                 |                                                                 |                                                                 |                                                                 |  |  |                                                      |                                                      |                                                      |                                                      |                                                      |                                                      |  |  |                                                                          |                                                                          |                                                                          |                                                                          |                                                                          |                                                                          |  |  |                                                      |                                                      |                                                      |                                                      |                                                      |                                                      |  |  |  |  |  |  |  |  |  |  |  |  |  |  |  |  |  |  |  |  |  |  |  |  |
| Dĩ cách Phụng ân Trấn quốc công Phổ Thái 1848 - 1882 - 1883 - ? | Dĩ cách Phụng ân Trấn quốc công Phổ Thái 1848 - 1882 - 1883 - ? | Dĩ cách Phụng ân Trấn quốc công Phổ Thái 1848 - 1882 - 1883 - ? | Dĩ cách Phụng ân Trấn quốc công Phổ Thái 1848 - 1882 - 1883 - ? | Dĩ cách Phụng ân Trấn quốc công Phổ Thái 1848 - 1882 - 1883 - ? | Dĩ cách Phụng ân Trấn quốc công Phổ Thái 1848 - 1882 - 1883 - ? |  |  | Phụng ân Trấn quốc công Phổ Linh 1849 - 1883 - 1897  | Phụng ân Trấn quốc công Phổ Linh 1849 - 1883 - 1897  | Phụng ân Trấn quốc công Phổ Linh 1849 - 1883 - 1897  | Phụng ân Trấn quốc công Phổ Linh 1849 - 1883 - 1897  | Phụng ân Trấn quốc công Phổ Linh 1849 - 1883 - 1897  | Phụng ân Trấn quốc công Phổ Linh 1849 - 1883 - 1897  |  |  | Nhất đẳng Phụ quốc Tướng quân Phổ Lâm (溥霖) 1852 - 1872 - 1884 Tuyệt tự | Nhất đẳng Phụ quốc Tướng quân Phổ Lâm (溥霖) 1852 - 1872 - 1884 Tuyệt tự | Nhất đẳng Phụ quốc Tướng quân Phổ Lâm (溥霖) 1852 - 1872 - 1884 Tuyệt tự | Nhất đẳng Phụ quốc Tướng quân Phổ Lâm (溥霖) 1852 - 1872 - 1884 Tuyệt tự | Nhất đẳng Phụ quốc Tướng quân Phổ Lâm (溥霖) 1852 - 1872 - 1884 Tuyệt tự | Nhất đẳng Phụ quốc Tướng quân Phổ Lâm (溥霖) 1852 - 1872 - 1884 Tuyệt tự |  |  | Phụ quốc Tướng quân Phổ Lượng (溥量) 1866 - 1887 - ? | Phụ quốc Tướng quân Phổ Lượng (溥量) 1866 - 1887 - ? | Phụ quốc Tướng quân Phổ Lượng (溥量) 1866 - 1887 - ? | Phụ quốc Tướng quân Phổ Lượng (溥量) 1866 - 1887 - ? | Phụ quốc Tướng quân Phổ Lượng (溥量) 1866 - 1887 - ? | Phụ quốc Tướng quân Phổ Lượng (溥量) 1866 - 1887 - ? |  |  |  |  |  |  |  |  |  |  |  |  |  |  |  |  |  |  |  |  |  |  |  |  |
| Dĩ cách Phụng ân Trấn quốc công Phổ Thái 1848 - 1882 - 1883 - ? | Dĩ cách Phụng ân Trấn quốc công Phổ Thái 1848 - 1882 - 1883 - ? | Dĩ cách Phụng ân Trấn quốc công Phổ Thái 1848 - 1882 - 1883 - ? | Dĩ cách Phụng ân Trấn quốc công Phổ Thái 1848 - 1882 - 1883 - ? | Dĩ cách Phụng ân Trấn quốc công Phổ Thái 1848 - 1882 - 1883 - ? | Dĩ cách Phụng ân Trấn quốc công Phổ Thái 1848 - 1882 - 1883 - ? |  |  | Phụng ân Trấn quốc công Phổ Linh 1849 - 1883 - 1897  | Phụng ân Trấn quốc công Phổ Linh 1849 - 1883 - 1897  | Phụng ân Trấn quốc công Phổ Linh 1849 - 1883 - 1897  | Phụng ân Trấn quốc công Phổ Linh 1849 - 1883 - 1897  | Phụng ân Trấn quốc công Phổ Linh 1849 - 1883 - 1897  | Phụng ân Trấn quốc công Phổ Linh 1849 - 1883 - 1897  |  |  | Nhất đẳng Phụ quốc Tướng quân Phổ Lâm (溥霖) 1852 - 1872 - 1884 Tuyệt tự | Nhất đẳng Phụ quốc Tướng quân Phổ Lâm (溥霖) 1852 - 1872 - 1884 Tuyệt tự | Nhất đẳng Phụ quốc Tướng quân Phổ Lâm (溥霖) 1852 - 1872 - 1884 Tuyệt tự | Nhất đẳng Phụ quốc Tướng quân Phổ Lâm (溥霖) 1852 - 1872 - 1884 Tuyệt tự | Nhất đẳng Phụ quốc Tướng quân Phổ Lâm (溥霖) 1852 - 1872 - 1884 Tuyệt tự | Nhất đẳng Phụ quốc Tướng quân Phổ Lâm (溥霖) 1852 - 1872 - 1884 Tuyệt tự |  |  | Phụ quốc Tướng quân Phổ Lượng (溥量) 1866 - 1887 - ? | Phụ quốc Tướng quân Phổ Lượng (溥量) 1866 - 1887 - ? | Phụ quốc Tướng quân Phổ Lượng (溥量) 1866 - 1887 - ? | Phụ quốc Tướng quân Phổ Lượng (溥量) 1866 - 1887 - ? | Phụ quốc Tướng quân Phổ Lượng (溥量) 1866 - 1887 - ? | Phụ quốc Tướng quân Phổ Lượng (溥量) 1866 - 1887 - ? |  |  |  |  |  |  |  |  |  |  |  |  |  |  |  |  |  |  |  |  |  |  |  |  |
|                                                                 |                                                                 |                                                                 |                                                                 |                                                                 |                                                                 |  |  | Phụng ân Trấn quốc công Dục Hanh 1875 - 1897 - ?     |                                                      |                                                      |                                                      |                                                      |                                                      |  |  |                                                                          |                                                                          |                                                                          |                                                                          |                                                                          |                                                                          |  |  |                                                      |                                                      |                                                      |                                                      |                                                      |                                                      |  |  |  |  |  |  |  |  |  |  |  |  |  |  |  |  |  |  |  |  |  |  |  |  |